# Bittium attenuatum
Bittium attenuatum är en snäckart som beskrevs av Carpenter 1864. Bittium attenuatum ingår i släktet Bittium och familjen Cerithiidae. Inga underarter finns listade i Catalogue of Life.